# Tracheotomie

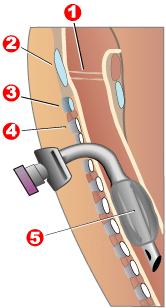
Voltooide tracheotomie
1 – stembanden
2 – schildkraakbeen
3 – ringkraakbeen
4 – luchtpijpringen
5 – ballonmanchet

Een tracheotomie of luchtpijpsnede is het aanbrengen van een buisje (tracheacanule) in de luchtpijp via een snede in de hals van de patiënt, als aftakking van de luchtpijp. De naam van deze medische ingreep is afgeleid van de Griekse woorden τραχεῖα (ἀρτηρία), tracheia (artería) (ruwe arterie, luchtpijp) en τέμνω, témnō (snijden). De ingreep wordt gebruikt om de persoon te kunnen laten ademhalen, veelal als dit via de mond en neus niet gaat of wanneer langdurige beademing nodig is. Als het buisje geplaatst is, spreekt men van een patiënt met een tracheacanule. Van een tracheostoma spreekt men als de luchtpijp eindigt met een stoma (στόμα, 'mond, uiteinde') in de hals. Dit is alleen het geval na een laryngectomie.
Deze ingreep is alleen aan te raden als handeling in het ziekenhuis of door medisch geschoold personeel in noodsituaties. Het is een alternatief wanneer een zogenaamde 'intubatie' met een 'endotracheale tube', een ingreep waarbij een slang via de mond of neus in de luchtpijp wordt gebracht, niet lukt of gecontra-indiceerd is.
De duur van het plaatsen van een tracheotomie is ± 30 min. In echte noodzaak zal dan ook vaak gekozen worden voor een coniotomie, waarbij een gaatje in het strottenhoofd, vlak onder de stembanden wordt gemaakt: in de membrana cricothyreoidica, de membraan die zich bevindt tussen het ringkraakbeen en het schildkraakbeen van het strottenhoofd.
Wanneer de wond van de tracheotomie na enige tijd genezen is, start de revalidatie. De mate waarin door patiënten gesproken kan worden is afhankelijk van de reden van de plaatsing van het tracheacanule. In het algemeen kan ervan worden uitgegaan dat spreken mogelijk is wanneer er nog enige (soms geringe) ruimte bestaat tussen de canule en de stembanden. Ook het slikken wordt beïnvloed door de canule. Dit kan het in sommige gevallen noodzakelijk maken dat de canule wordt voorzien van een ballonnetje dat rondom de canule in de luchtpijp wordt opgeblazen, zodat speeksel en voedsel dat per ongeluk de luchtpijp in loopt niet verder de longen in komt. In die gevallen is spreken vaak ernstig bemoeilijkt.